# Penisola di Kii
La penisola di Kii (in giapponese: 紀伊半島, Kii Hantō) è una delle più grandi penisole dell'isola di Honshū, in Giappone. La maggior parte del territorio ricade entro i confini della prefettura di Wakayama, mentre parti minori sono amministrate dalle prefetture di Osaka, di Nara e di Mie. A ovest della penisola di Kii si trova la baia di Osaka e il canale di Kii, mentre a sud e a est si apre l'Oceano Pacifico.
Nel 2004 tre siti della penisola di Kii sono stati inseriti nell'elenco dei Patrimoni dell'umanità dell'UNESCO:
- la regione montuosa nella parte settentrionale;[1]
- alcuni templi nella parte meridionale;[1]
- il Monte Kōya, la montagna sacra che si trova nella parte occidentale.[1]

## Posizione
La penisola si trova nella parte meridionale dello stato e comprende 4 prefetture diverse:
- Prefettura di Wakayama
- Prefettura di Mie
- Prefettura di Osaka
- Prefettura di Nara

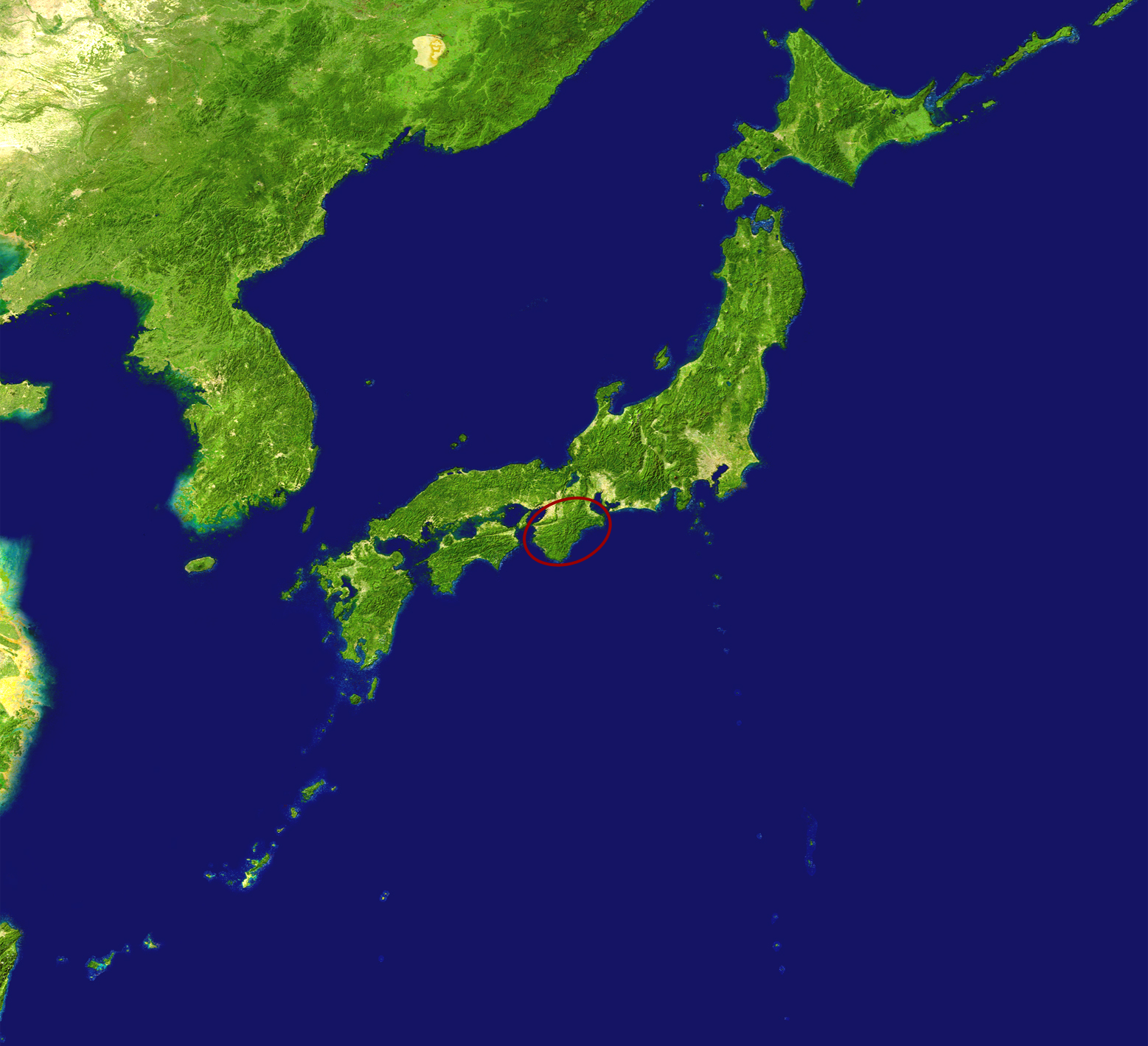
La posizione della Penisola di Kii rispetto allo stato

tutte queste prefetture fanno parte della regione di Kansai

## Morfologia e ambiente
La penisola è attraversata dalla linea tettonica mediana giapponese. Vicino a questa penisola ci sono delle comunità di coralli molto simili a una barriera corallina ed è la barriera corallina più a nord del pianeta (tranne le barriere coralline delle acque fredde) grazie alla presenza della corrente di Kuroshio. Questi coralli sono però minacciati dal cambiamento climatico e dall'intervento dell'uomo.
Grazie all'influenza della corrente di Kuroshio l'area ha uno dei più piovosi climi subtropicali della Terra: con 5 metri di pioggia all'anno e una media annuale di 3,85 metri nella città di Owase. La penisola è spesso colpita dai tifoni, con piogge anche di 940 mm.
Buona parte della penisola è occupata dalla foresta temperata, e dato che il clima è troppo piovoso per l'agricoltura e la costa è ricca di Rie e cascate, le attività prevalenti sono la cura delle foreste e la pesca.